# Eersel (commune)
Pour les articles homonymes, voir Eersel (homonymie).
Eersel est une commune des Pays-Bas de la province du Brabant-Septentrional.

## Constitution de la commune
La commune actuelle d'Eersel a été créée le 1er janvier 2007 par la fusion des communes d'Eersel et de Vessem, Wintelre en Knegsel.
Avant, l'ancienne commune de Duizel en Steensel avait été rattachée à Eersel en 1922.

## Communes limitrophes
- Bladel, Oirschot, Eindhoven, Veldhoven, Bergeijk

## Jumelage
- Carquefou (France) depuis 1988

## Personnalités liées à la commune
- Wil van der Aalst (1966-), informaticien néerlandais.